# 维韦克·拉马斯瓦米
维韦克·加纳帕蒂·拉马斯瓦米（英語：Vivek Ganapathy Ramaswamy，/vɪˈveɪk rɑːməˈswɑːmiː/ vih-VAYK rah-mə-SWAH-mee；1985年8月9日—），美国商人和政治人物。出生于俄亥俄州辛辛那提，父母是来自印度的印度教移民。他于2014年创立了美国制药公司Roivant Sciences。
2023年2月，拉马斯瓦米宣布角逐2024年美国总统大选共和党提名。由于之前没有从政经验，拉马斯瓦米自我定性为与建制派内部人士相对立的局外人，愿意以自己的个人观点推动唐纳德·特朗普的美国优先议程。拉马斯瓦米支持将投票年龄提高至25岁、废除联邦调查局、动用军事力量保护美墨边境和禁止美国公司与中国做生意，认为乌克兰应该对俄罗斯作出“重大让步”以结束冲突，反对联邦层面的堕胎禁令而支持州层面的堕胎禁令，并在无证据的情况下暗示“联邦特工”可能在九一一袭击事件中“在撞击双子塔的飞机上”。2024年1月15日，拉马斯瓦米宣布退出總統初選。
2024年11月，美國總統當選人唐納·川普提名拉马斯瓦米與伊隆·馬斯克共同領導美國政府效率部，但拉马斯瓦米還未上任就宣告退出提名，並有意參選2026年俄亥俄州州長選舉。有媒體指馬斯克近期對拉馬斯瓦米表達不滿，可能是促使他離開的關鍵因素。